# Особняк на улице Михаила Васильева, 3
Особняк на улице Михаила Васильева, 3 — одноэтажный дом в Выборге. Здание, считающееся самым маленьким домом в стиле модерн в городе, включено в перечень памятников архитектуры.

## История
Городской квартал неправильной формы, ограниченный улицами Михаила Васильева, Батарейной, Гагарина и Одесским переулком, стал формироваться после доведения Крепостной улицы до Батарейной горы в конце XIX века. С начала XX века его занимали деревянные и каменные одно- и двухэтажные постройки фабрики головных уборов (фин. Suomen Lakkitehdas Oy), возводившиеся вплоть до 1939 года для расположения производственных, складских, административных и жилых помещений.
В качестве жилого корпуса использовался небольшой одноэтажный дом, построенный в 1907 году по проекту строительного мастера Ф. Т. Гесслера в стиле северный модерн. Несмотря на малые размеры, в отделке фасада с окнами с мелким переплётом нашли применение характерные для того периода стилевые черты модерна: штукатурка стен «под шубу», гранитная облицовка цоколя рустом под скалу и угловая башенка с куполом, возвышающимся над кровлей. Эти особенности, по мнению исследователя А. С. Мысько, позволяют считать здание самым маленьким домом в стиле модерн в Выборге.
Во время боевых действий советско-финских войн (1939—1944) большая часть формировавших квартал построек фабрики головных уборов была уничтожена, за исключением жилого корпуса и маленького каменного флигеля, вследствие чего домик стал восприниматься как особняк. С послевоенного времени в нём размещаются различные организации, в том числе связанные с внешнеторговыми перевозками и туризмом.